# João de Foix, Visconde de Narbona
João de Foix (c. 1450 — 5 de novembro de 1500) era filho de Gastão IV, Conde de Foix e de Leonor, rainha de Navarra.
Recebeu o viscondado de Narbona de seu pai e, em 1476, casou com Maria de Orleães, irmã do rei Luís XII da França. Teve um bom relacionamento tanto com Luís XI quanto com Luís XII, e com a morte de seu sobrinho Francisco I em 1483, reclamou para si o reino de Navarra, como o próximo homem na linha de sucessão, contra a herdeira de Francisco, a irmã Catarina, embora a lei sálica nunca tivesse sido aplicada em Navarra. Isto resultou numa guerra civil que terminou em 1497, em favor de Catarina. João morreu três anos depois.
Ele e Maria de Orleães tiveram dois filhos:
- Germana (1488 - 1538), casada com o tio-avô Fernando II de Aragão;
- Gastão (1490 - 1512), seu sucessor.